# Charlotte Craddock
Charlotte Helena Mary Craddock (Wolverhampton, 24 de octubre de 1990) es una exjugadora británica de hockey sobre césped.

## Trayectoria
Craddock debutó con su selección en 2007, en un partido contra Argentina. Tuvo su primera participación olímpica en los Juegos Olímpicos de Pekín 2008. En el torneo quedó tercera en su grupo y no avanzó a la fase final. En 2010 disputó el Champions Trophy de Nottingham, donde derrotó a Alemania y obtuvo el tercer lugar del certamen. Participó en el Mundial de Rosario 2010. En el torneo terminó segunda en su grupo y avanzó a semifinales, pero perdió contra Países Bajos. En el partido por el tercer puesto derrotó a Alemania por 2 a 0.